# شهاب الدين الشيشيني
شهاب الدين أبو حامد أحمدُ بنُ عليًّ بنِ أحمدَ بنِ محمد بنِ عمرَ بن محِمد بنِ وجيه الشِّيْشِيني القاهري الميداني (844 هـ - 919 هـ)، فقيه حنبلي.

## سيرته
ولدَ 15 شوال سنة 844 هـ بـ ميدان القمح، ونشأ به في كنف أبويه، فحفظ "القرآن"، و"الطوفي"، و"ألفية النحو"، و"تلخيص المفتاح"، "المحرر" لابن عبد الهادي.
ولمّا ترعرع أقبلَ على الاشتغالِ فأخذَ الفقهَ عن والده (علي بن أحمد ، العلاء المَرْدَاوي، والتقي الجراعي، وسمع من جماعة، حج، وجاور بمكة، وناب في القضاء، واستقر في تدريس الأشرفية برسباي، وأعاد في درس الصالح، ودرس وأفتىٰ، وكان قوي الحفظ مع ديانة وخير.
تولىٰ قضاء مصر سنة 903 هـ، بقي فيه مدة سبع عشرة سنة، وصار عين الحنابلة هناك إلىٰ أن توفي يوم الأربعاء 7 صفر سنة 919 هـ. وصلي عليه صلاة الغائب في المسجد الأقصى وفي الجامع الأموي.

## مؤلفاته
له من المصنفات:
- شرح المحرر (المقرر).
- مؤلف عن جباية شهرين.

## وصلات خارجية
- مسلسل ״القضاء في الإسلام جـ1״ ׀ الحلقة 08 من 25 ׀ شهاب الدين الشيشيني والناصر قلاوون  . على يوتيوب